# Eurythmics
Eurythmics was een in de jaren '80 zeer succesvol Brits synthpopduo bestaande uit Annie Lennox en David A. Stewart.

## Geschiedenis

### Ontstaan
Lennox, studente aan de Royal Academy of Music in Londen, en Stewart ontmoetten elkaar aan het eind van de jaren zeventig van de twintigste eeuw. Al snel kregen ze een verhouding en richtten ze de groep The Catch op, samen met Pete Coombes. In 1977 werd The Catch omgedoopt tot The Tourists. De groep scoorde enkele hits in Groot-Brittannië, waaronder een cover van Dusty Springfields I Only Want to Be With You. Slechte kritieken en spanningen binnen de groep leidden tot een splitsing The Tourists in 1980.
In 1980 was de relatie tussen Stewart en Lennox over, maar ze besloten verder te gaan als muzikaal duo onder de naam Eurythmics. Hun debuutalbum In the garden uit 1981 werd door critici goed ontvangen, maar verkocht slecht.

### Doorbraak

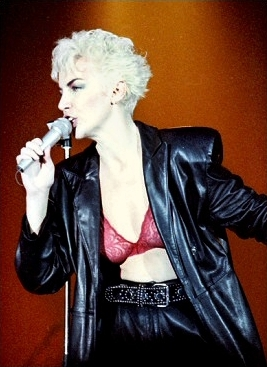
Annie Lennox in 1986

In 1983 kwam het tweede album uit, Sweet Dreams (Are Made of This). De titelsong werd een nummer 1-hit in onder meer de Verenigde Staten en geldt vandaag nog altijd als een klassieker, nog veel gedraaid en vele keren gecoverd en geremixt. Dave Stewart bekende later dat hij de bekende baslijn per ongeluk ontdekte toen hij een ander lied achterstevoren probeerde te spelen. Annie Lennox verscheen op de cover van Rolling Stone. Nog in datzelfde jaar kwam het album Touch uit. Wederom scoorde de band top 10-hits, met Who's That Girl, Right By Your Side en Here comes the rain again. Melody Maker en NME riepen beide albums uit tot van de beste van 1983.
Het volgende jaar maakte Eurythmics de soundtrack van de film 1984. De regisseur van de film weigerde echter veel van de muziek te gebruiken: alleen het nummer Julia is vlak voor het einde van de film te horen. De single Sexcrime werd een hit in Europa, maar in de VS werd het nummer verboden vanwege de titel. Het album 1984 kreeg gemengde kritieken, maar geldt nog altijd als het favoriete Eurythmics-album van Dave Stewart.
Het vierde album Be Yourself Tonight kwam uit in 1985. Na de elektronische albums van de voorgaande jaren was dit een meer rock/soul-georiënteerd album. Op de lp staat het nummer 'Sisters are doin' it for themselves', een duet met Aretha Franklin. Ook het nummer There Must Be an Angel (Playing with My Heart), de enige nummer 1-hit die het duo in thuisland Groot-Brittannië kon scoren, staat op dit album. Het album deed het zeer goed, zowel bij critici als het publiek. Vier nummers van dit album werden wereldwijde hits.
Het commerciële album Revenge uit 1986 verkocht in de Verenigde Staten teleurstellend, maar deed het goed in Europa. Eurythmics ging uitgebreid op tournee om het album te promoten, en tot op de dag van vandaag is Revenge wereldwijd het best verkochte reguliere album van de groep. Qua stijl borduurt het album voort op Be Yourself Tonight, al mist Revenge de verfijning en diepgang van eerdere albums.
Vanaf 1987 ging Dave Stewart zich meer toeleggen op het produceren van werk voor anderen, onder wie Tom Petty en Bob Dylan. Desondanks verscheen in dat jaar nog wel het album Savage, een terugkeer naar de elektronische roots en volgens veel fans het beste album van Eurythmics. Het album kreeg echter wisselende kritieken en kende nauwelijks grote hits. Er verscheen ook een volgens critici baanbrekend video-album waarop alle nummers van Savage te zien en te horen zijn. In de video's zien we Annie Lennox transformeren van verveelde huisvrouw tot verleidelijke diva, die haar tijd doorbrengt in een nachtclub.
Twee jaar later verscheen het album We Too Are One. Het album verkocht teleurstellend in de Verenigde Staten, maar goed in Groot-Brittannië. De cd werd ondersteund door een wereldtournee.
In 1991 werd het verzamelalbum Greatest Hits uitgebracht. Het werd een enorm succes in Europa, in Groot-Brittannië zelfs een van de 10 best verkochte albums van de jaren '90. Ook critici waren zeer te spreken over het groot aantal sterke singles op dit album.
In 1990 besloten Lennox en Stewart na jarenlang intensief te hebben samengewerkt enige tijd uit elkaar te gaan. Annie Lennox kreeg kinderen en legde zich toe op een succesvolle solocarrière. Dave Stewart ging vooral produceren voor anderen. Zijn soloalbums flopten. Tussen 1990 en 1997 hadden Lennox en Stewart vrijwel geen contact, tot ze elkaar in 1998 weer ontmoetten op de begrafenis van een gemeenschappelijke vriend.

### Comeback
In 1999 verscheen Peace, het eerste reguliere album van Eurythmics sinds 1989. In enkele landen in Europa werd dit album een succes. Het album bevat de inmiddels klassieke single I Saved The World Today.
In 2005 kwam het album Ultimate Collection uit, met daarop twee nieuwe nummers: I've Got a Life en Was It Just Another Love Affair?. Het album voegde nauwelijks wat toe aan het album Greatest Hits uit 1991. Tegelijkertijd verschenen alle Eurythmicsalbums opnieuw met daarop extra nummers zoals B-kantjes en 12"-versies van singles.
Anno 2009 was de 80's-revival in de muziek in volle gang en werd Eurythmics door veel artiesten (o.a. La Roux, Justin Timberlake, Goldfrapp) als een belangrijke inspiratiebron gezien.
Op 19 mei 2011 heeft Ruben Block van Triggerfinger een cover gespeeld van Sweet Dreams (Are Made of This) bij De Wereld Draait Door.

## Discografie

### Studioalbums
- In the Garden (1981)
- Sweet Dreams (Are Made of This) (1983)
- Touch (1983)
- 1984 (For the Love of Big Brother) (1984)
- Be Yourself Tonight (1985)
- Revenge (1986)
- Savage (1987)
- We Too Are One (1989)
- Peace (1999)

Compilatiealbums
- Touch Dance (1984)
- Greatest Hits (1991)
- Live 1983-1989 (1993)
- Ultimate Collection (2005)
- Boxed (2005)

### Singles
| Single met eventuele hitnotering(en) in de Nederlandse Top 40 | Datum van verschijnen | Datum van binnenkomst | Hoogste positie | Aantal weken | Opmerkingen                                            |
| ------------------------------------------------------------- | --------------------- | --------------------- | --------------- | ------------ | ------------------------------------------------------ |
| Sweet Dreams (Are Made of This)                               | 21-01-1983            | 09-04-1983            | 9               | 8            |                                                        |
| Love Is a Stranger                                            | 1983                  | 04-06-1983            | 13              | 7            |                                                        |
| Who's That Girl?                                              | 1983                  | 20-08-1983            | 28              | 3            |                                                        |
| Right by Your Side                                            | 1983                  | 03-12-1983            | 20              | 5            |                                                        |
| Here Comes the Rain Again                                     | 1984                  | 28-01-1984            | tip9            | 4            |                                                        |
| Sexcrime (Nineteen Eighty-Four)                               | 1984                  | 10-11-1984            | 10              | 12           | Veronica Alarmschijf Hilversum 3                       |
| Would I Lie to You?                                           | 1985                  | 18-05-1985            | 23              | 6            |                                                        |
| There Must Be an Angel (Playing with My Heart)                | 13-06-1985            | 03-08-1985            | 4               | 12           | met Stevie Wonder                                      |
| Sisters Are Doin' It for Themselves                           | 1985                  | 02-11-1985            | 20              | 5            | met Aretha Franklin / Veronica Alarmschijf Hilversum 3 |
| It's Alright (Baby's Coming Back)                             | 1986                  | 25-01-1986            | 20              | 7            | TROS Paradeplaat Radio 3                               |
| When Tomorrow Comes                                           | 02-06-1986            | 05-07-1986            | 19              | 7            |                                                        |
| The Miracle of Love                                           | 26-11-1986            | 22-11-1986            | 31              | 4            |                                                        |
| Missionary Man                                                | 1987                  | 23-03-1987            | -               | -            | Nr. 77 in de Single Top 100                            |
| Beethoven (I Love to Listen To)                               | 10-1987               | 21-11-1987            | tip10           | 5            |                                                        |
| Shame                                                         | 01-1988               | 09-01-1988            | tip13           | 5            |                                                        |
| Revival                                                       | 1989                  | 16-09-1989            | 25              | 4            |                                                        |
| Don't Ask Me Why                                              | 1989                  | 11-11-1989            | tip2            | 4            |                                                        |
| The King and Queen of America                                 | 1990                  | 03-03-1990            | 33              | 3            |                                                        |
| I Saved the World Today                                       | 1999                  | 16-10-1999            | tip2            | 5            |                                                        |

| Single met hitnotering(en) in de Vlaamse Ultratop 50 | Datum van verschijnen | Datum van binnenkomst | Hoogste positie | Aantal weken | Opmerkingen         |
| ---------------------------------------------------- | --------------------- | --------------------- | --------------- | ------------ | ------------------- |
| Sweet Dreams (Are Made of This)                      | 21-01-1983            | 16-04-1983            | 3               | 10           |                     |
| Love Is a Stranger                                   | 1983                  | 11-06-1983            | 6               | 11           |                     |
| Who's That Girl?                                     | 1983                  | 06-08-1983            | 14              | 5            |                     |
| Here Comes the Rain Again                            | 1984                  | 04-02-1984            | 15              | 6            |                     |
| Sexcrime (Nineteen Eighty-Four)                      | 1984                  | 24-11-1984            | 3               | 11           |                     |
| Would I Lie to You?                                  | 1985                  | 04-05-1985            | 10              | 8            |                     |
| There Must Be an Angel (Playing with My Heart)       | 13-06-1985            | 03-08-1985            | 7               | 10           |                     |
| Sisters Are Doin' It for Themselves                  | 1985                  | 16-11-1985            | 28              | 4            | met Aretha Franklin |
| It's Alright (Baby's Coming Back)                    | 1986                  | 22-02-1986            | 26              | 3            |                     |
| When Tomorrow Comes                                  | 02-06-1986            | 21-06-1986            | 18              | 10           |                     |
| The Miracle of Love                                  | 26-11-1986            | 22-11-1986            | 18              | 5            |                     |
| Beethoven (I Love to Listen To)                      | 10-1987               | 24-10-1987            | 28              | 7            |                     |
| Revival                                              | 1989                  | 16-09-1989            | 25              | 4            |                     |
| I Saved the World Today                              | 1999                  | 16-10-1999            | 36              | 5            |                     |

### NPO Radio 2 Top 2000
| Nummers met noteringen in de NPO Radio 2 Top 2000 | '99 | '00  | '01  | '02  | '03  | '04  | '05  | '06  | '07  | '08  | '09  | '10  | '11  | '12  | '13  | '14  | '15  | '16  | '17  | '18  | '19  | '20  | '21  | '22  | '23  | '24 |
| ------------------------------------------------- | --- | ---- | ---- | ---- | ---- | ---- | ---- | ---- | ---- | ---- | ---- | ---- | ---- | ---- | ---- | ---- | ---- | ---- | ---- | ---- | ---- | ---- | ---- | ---- | ---- | --- |
| Here Comes the Rain Again                         | -   | -    | -    | -    | -    | -    | -    | -    | -    | -    | -    | -    | -    | -    | -    | 1834 | -    | -    | -    | 1911 | 1772 | 1877 | 1987 | 1892 | 1892 | -   |
| Love Is a Stranger                                | -   | 1142 | 1420 | 1307 | 1338 | 1283 | 1499 | 1810 | 1900 | 1600 | 1799 | 1747 | 1868 | 1980 | 1883 | -    | -    | -    | -    | -    | -    | -    | -    | -    | -    | -   |
| Sweet Dreams (Are Made of This)                   | 472 | 457  | 924  | 600  | 853  | 544  | 582  | 674  | 802  | 654  | 728  | 655  | 474  | 666  | 507  | 708  | 666  | 685  | 567  | 339  | 484  | 412  | 455  | 458  | 445  | 532 |
| There Must Be an Angel (Playing With My Heart)    | 573 | 740  | 755  | 808  | 1047 | 806  | 789  | 963  | 1054 | 901  | 994  | 1045 | 1096 | 1550 | 1478 | 1639 | 1844 | 1653 | 1582 | 1872 | 1789 | 1514 | 1736 | 1936 | 1815 | -   |

1. ↑  Een '-' betekent dat het nummer niet was genoteerd en een vetgedrukt getal geeft de hoogste notering van een nummer aan.